# Campolara
Campolara es una localidad y un municipio  situados en la provincia de Burgos, comunidad autónoma de Castilla y León (España), comarca de La Demanda, partido judicial de Salas de los Infantes, cabecera del ayuntamiento de su nombre. Tiene 71 habitantes (INE 2008). Pertenece a la comarca de Sierra de la Demanda, con centro en Salas de los Infantes. Su patrona es Santa Catalina, que se celebra el 25 de noviembre.

## Geografía
Al sur de la localidad se encuentra una dehesa de rebollo (Quercus pyrenaica) acompañada de arces (Acer campestre) y otras especies como enebros (Juniperus communis), sabinas (Juniperus thurifera), majuelos (Crataegus monogyna) y  endrinos (Prunus espinosa).  Los pastos que crecen en esta dehesa son aprovechados por el ganado vacuno en régimen extensivo.  Otros aprovechamientos son las leñas y la caza.

## Historia
En 1555, Francisco de Mena, vecino de Campolara (Burgos), inicia pleito de hidalguía.

## Demografía
Campolara cuenta con una población de 48 habitantes (INE 2024).
| Gráfica de evolución demográfica de Campolara entre 1842 y 2021                                                       |
| |
| Población de derecho según los censos de población del INE. Población de hecho según los censos de población del INE. |

## Galería

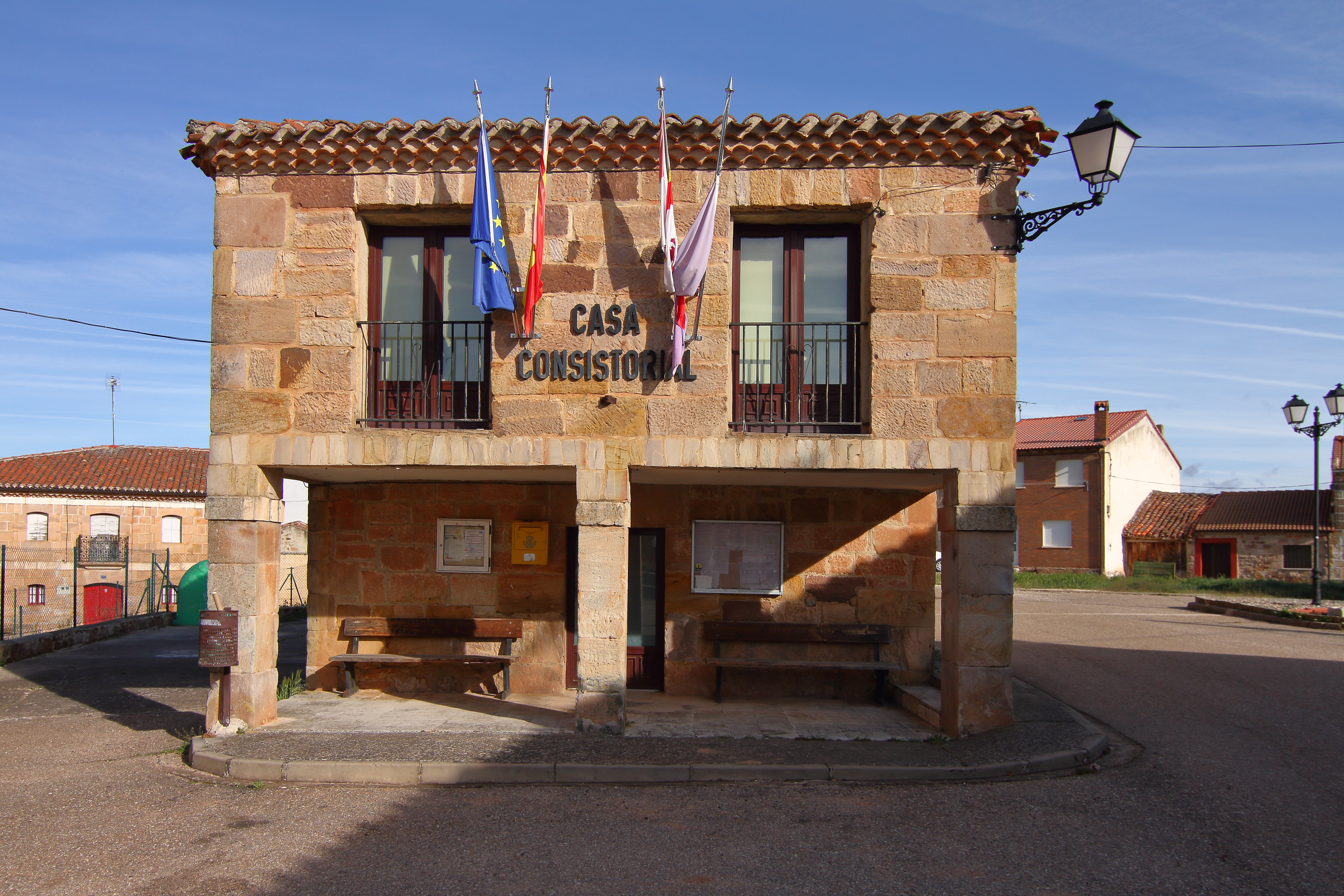
Casa Consistorial
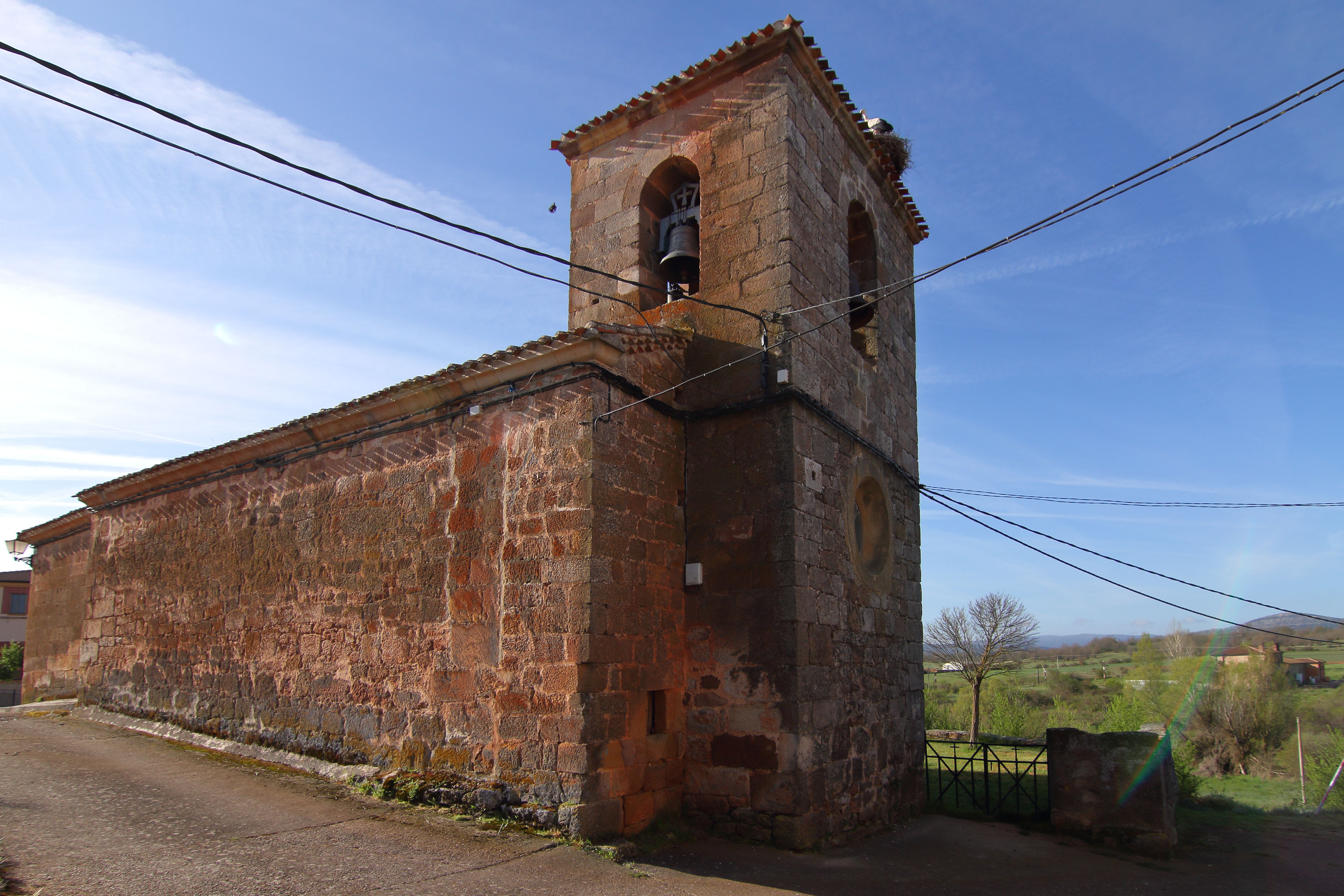
Iglesia de Santa Catalina
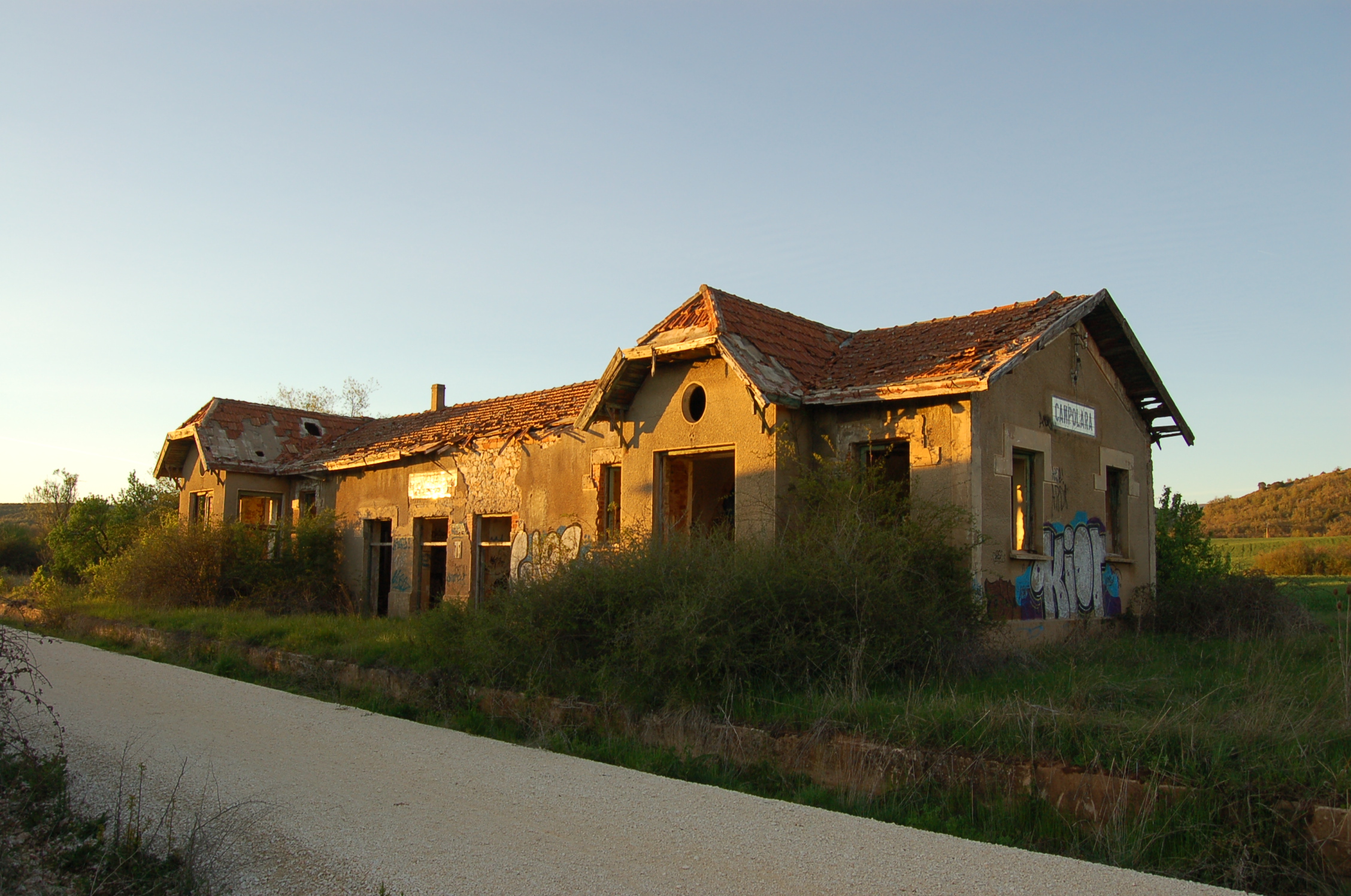
Antigua estación de Campolara
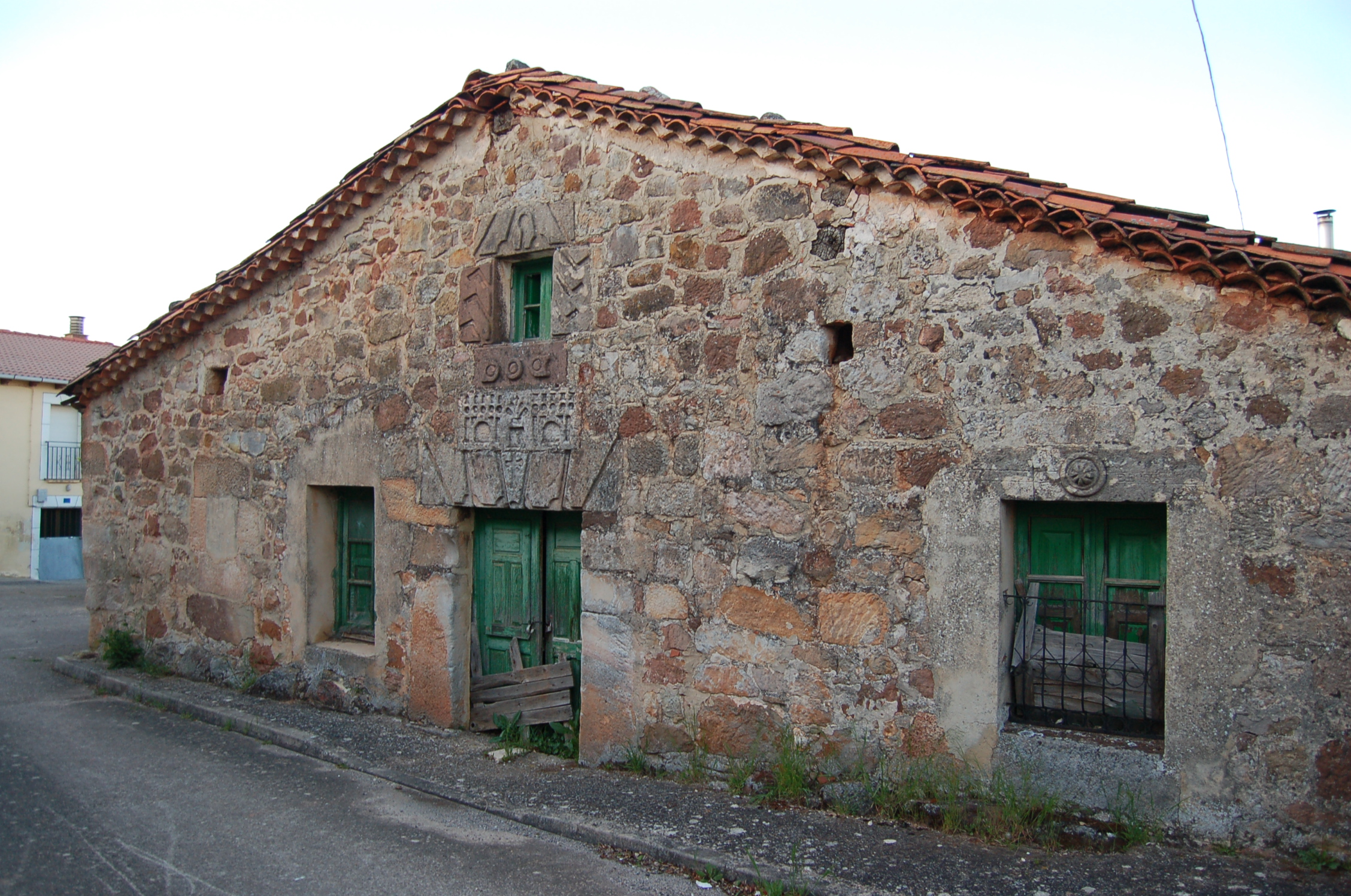
Casa típica